# Karancsi Sándor
Karancsi Sándor (Nagyszalonta, 1932. április 2. – Gyergyószentmiklós, 2003. október 28.) erdélyi magyar grafikus, festő és éremművész.

## Életútja
Az elemi iskola nyolc osztályának elvégzése után vasbetonszerelőként dolgozott; közben elvégezte a kolozsvári Művészeti Líceum esti tanfolyamát, ezután a Ion Andreescu Képzőművészeti Főiskolán előbb szobrászatot tanult, majd a festészeti szakon Petru Feier tanítványaként szerzett diplomát (1961). Ettől kezdve Gyergyószentmiklóson élt és rajzot tanított nyugdíjazásáig (1992). Bár Nagyszalontán született, de munkája, családja már oly hosszú évtizedeken át kötődött Gyergyószentmiklóshoz, hogy Karancsi már gyergyószentmiklósinak vallotta magát. Hosszú időn át a Gyergyószentmiklósi Művelődési Központ épületében volt berendezett műterme egészen bekövetkezett haláláig. 
2003 októberében itt hunyt el gyergyóditrói kórházban.

## Munkássága

### Kisgrafikák
Több mint 500 darab ex libris lapot készített rézkarc, rézmetszet és más technikával. Hol groteszk, hol líraibb hangvételű ex libris lapjainak témáit főleg az irodalomból merítette. Illusztrációkat készített Dante La Divina Commediájához, Ion Minulescu, Kányádi Sándor, Juhász Ferenc, Ady Endre verseihez. Mese- és versillusztrációi a romániai magyar folyóiratok és napilapok hasábjain jelentek meg.

### Illusztrációk
20/20 mm-es minikönyvet rajzolt Gyergyó, emberek címmel (1976). Bronzból mintázott érméi közt szerepel: Ady Endre: Elbocsátó, szép üzenet; In memoriam Nagy László; Liszt Ferenc. 
A Ion Creangă Könyvkiadónál megjelent könyvek közül Csire Gabriella Turpi és Világjáró Kópé s Szávai Géza Kokó Samuék vándorútja c. köteteit illusztrálta.

## Kiállításaiból
- A gyergyószentmiklósi Pro Art Galériában Karancsi Sándor, Borsos Gábor és Balázs József képzőművészek együtt állítottak ki (2001 március).[1]
- 2002. június 29-én szintén a gyergyószentmiklósi Pro Art Galériában a 70 éves Karancsi Sándor életmű-kiállítását rendezték meg, a Nyugat-Európában élő barátok segítségének köszönhetően gazdagon illusztrált katalógust adtak közre.[2]
- 2004 áprilisában emlékkiállítást rendeztek Karancsi Sándor hagyatékának egy részéből a gyergyószentmiklósi Salamon Ernő Gimnázium dísztermében. A néhai képzőművész (aki ekkor lett volna 72 éves) munkásságát Márton Árpád festőművész és Bucur Nicolae művészettörténész méltatta.[3]

## Emlékezete
- Karancsi Sándor emléktermet avattak tiszteletére a gyergyószentmiklósi Művelődési Központban (2010. december)[4]
- Karancsi Sándor Emléknapot - Szimpóziumot és Kiállítást - szervezett a Pro Terra Alapítvány, halálának 10-ik évfordulójára 2013. december 6-án, a róla elnezevett Karancsi-Teremben Gyergyószentmiklóson.[5]